# Grad Hirošima
Grad Hirošima (広島城, Hirošima-džō), včasih imenovan Krapov grad (鯉城, Ridžō), je grad v Hirošimi na Japonskem, ki je bil dom daimjo, fevdalnega gospoda (fevdalizem), hirošimskega hana (fevd). Grad je bil prvotno zgrajen v 1590-ih, vendar je bil uničen z atomskim bombardiranjem 6. avgusta 1945. Ponovno je bil zgrajen leta 1958, replika izvirnika, ki zdaj služi kot muzej zgodovine Hirošime pred drugo svetovno vojno.

## Zgodovina
Mori Terumoto, daimjo, eden od sveta petih starešin Tojotomija Hidejošija, je med letoma 1589 in 1599 zgradil grad Hirošima. Stoji v delti reke Otagava. Takrat še ni bilo mesta Hirošima in območje se je imenovalo Gokamura, kar pomeni »pet vasi«. Od leta 1591 se je Mōri Terumoto preselil iz gradu Jošida-Kōrijama in iz tega gradu upravljal devet provinc, vključno z večino današnjih prefektur Šimane, Jamaguči, Totori, Okajama in prefekturo Hirošima.
Ko se je začela gradnja gradu, so Gokamuro preimenovali v Hirošimo, saj so zahtevali bolj impresivno ime. Hiro je bil vzet od Ōe no Hiromoto, prednika družine Mōri, šima pa je bil vzet od Fukušime Motonaga, ki je pomagal Mōriju Terumotu izbrati lokacijo gradu. Nekateri zapisi pravijo, da Hirošima, kar pomeni »širok otok«, izhaja iz obstoja več velikih otokov v delti Otagave, blizu mesta gradu.
Po bitki pri Sekigahari leta 1600 je bil Mōri prisiljen zapustiti grad in se umaknil v Hagi v današnji prefekturi Jamaguči. Fukušima Masanori je postal gospodar provinc Aki in Bingo (ki danes sestavljata prefekturo Hirošima) in gradu Hirošima. Vendar je novi šogunat Tokugava prepovedal kakršno koli gradnjo gradu brez dovoljenja Eda; to je bil del načina, kako je šogunat preprečil, da bi daimjōji pridobili oblast in strmoglavili šogunat. Ko je Fukušima po poplavi leta 1619 popravila grad, so ga poslali v Kavanakadžimo v današnji prefekturi Nagano. Asano Nagaakira je nato postal gospodar gradu.
Od leta 1619 do odprave fevdalnega sistema med obnovo Meidži (1869) je bila družina Asano gospodar provinc Aki in Bingo.
Po obnovitvi Meidži je grad postal vojaški objekt, med prvo kitajsko-japonsko vojno v letih 1894–1895 pa je tam imel sedež cesarski generalštab. Danes so ohranjeni temelji več gospodarskih poslopij, le nekaj sto korakov od glavnega stolpa gradu.
V zadnjih mesecih druge svetovne vojne je grad služil kot štab 2. generalne armade in pete divizije, ki je bila tam nameščena, da bi odvrnila načrtovano zavezniško invazijo na japonsko celino. Grad je bil uničen v eksploziji atomske bombe 6. avgusta 1945 in dolga leta je veljalo, da je stavbo gradu odpihnila eksplozija, ki je uničila Hirošimo, vendar na novo odkriti dokazi kažejo, da je eksplozija uničila le spodnje stebre gradu, preostali del pa se je zaradi tega podrl.
Sedanji stolp, zgrajen večinoma iz betona, je bil dokončan leta 1958.

### DaimjoHirošime
1. Mōri Terumoto (1591–1600)*; 1.120.000 koku
2. Fukušima Masanori (1600–1619); 498.223 koku
3. Asano Nagaakira (1619–1632); 426,500 koku**
4. Asano Micsuakira (1632–1672)
5. Asano Cunaakira (1672–1673)
6. Asano Cunanaga (1673–1708)
7. Asano Jošinaga (1708–1752)
8. Asano Munecune (1752–1763)
9. Asano Šigeakira (1763–1799)
10. Asano Narikata (1799–1830)
11. Asano Naritaka (1831–1858)
12. Asano Jošiteru (1858–1858)
13. Asano Nagamiči (1858–1869)
14. Asano Nagakoto (1869–1871)

- Navedena leta so tista, v katerih je gospodar zasedel grad Hirošima, ne leta njegovega življenja..
  - Vsi lordi po Asanu Nagaakiri so uživali enakih 426.500 kokujev.

## Zgradba
Grad je bil prvotno zgrajen iz lesa, predvsem borovega in je imel prizidana krila na vzhodni in južni strani. Dokončan je bil nekje med letoma 1592 in 1599, leta 1931 pa je bil imenovan za nacionalni zaklad. Rekonstruiran grad ima samo glavni stolp (tenšu), ki je narejen predvsem iz armiranega betona. Njegovih pet nadstropij stoji 26,6 metra  nad kamnitim temeljem, ki je nato 12,4 metra visoko od tal. Vendar pa so leta 1994 vrata in jaguro v ninomaru ponovno zgradili iz lesa z uporabo izvirnih metod.
Odličen primer gradu hiradžiro ali nižinski grad, je grad Hirošima nekoč imel tri koncentrične obrambne jarke poleg reke Otagava na zahodu (danes imenovane Hongava), ki je predstavljala dodatno naravno oviro. Dva zunanja jarka sta bila zasuta v poznem 19. in zgodnjem 20. stoletju in večina tega, kar je bilo nekoč znotraj grajskega ozemlja, je danes sodobno mestno območje, vključno s stanovanji, šolami, uradi in trgovinami. Nekoč je stalo več sekundarnih grajskih stavb, stolpov in stolpičev, šintoistično svetišče, imenovano Hirošima Gokoku džindža, pa je znotraj najbolj notranjega jarka, tja so ga preselili po letu 1945.
Znotraj grajskega obzidja so tri drevesa preživela atomsko bombardiranje: evkalipt in vrba približno 740 m od hipocentra  ter bodika približno 935 m od hipocentra. Oba vzorca sta ohranjena tik za Honmaru. Znotraj Honmaruja je tudi betonski bunker, iz katerega je bila narejena prva radijska oddaja iz Hirošime po atomskem bombardiranju.